# Richard Gelfond
Richard L. Gelfond es un ejecutivo de negocios estadounidense y director ejecutivo de IMAX Corporation.
Gelfond se incorporó a IMAX corporation en 1994, como vicepresidente, cuando la empresa de inversiones en cual el era director y cofundador, adquirió a IMAX.
Gelfond se convirtió en codirector ejecutivo en 1996 y director ejecutivo en 2009. En 1996, Gelfond recibió un Premio de la Academia en nombre de IMAX por sus logros científicos y técnicos.